# Bossa nova
Bossa nova (nya mode på svenska) är en brasiliansk musikstil. Blandning av traditionella brasilianska sambarytmer och nordamerikansk jazz. Bossanova blev en världssuccé med låten "Girl from Ipanema".

## Ordet bossa novas ursprung
Första gången ordet "bossa nova" användes var i låten Desafinado med musik av Antonio Carlos Jobim och text av Newton Mendonça). 
| Portugisiska                       | Svenska                           |
| ---------------------------------- | --------------------------------- |
| Se você insiste em classificar     | Om du insisterar på att kalla     |
| Meu comportamento de antimusical   | Mitt beteende för antimusikaliskt |
| Eu, mesmo mentindo devo argumentar | Måste jag ljuga och hävda         |
| Que isto é bossa nova              | Att detta är nya stilen           |
| Que isto é muito natural           | Att det är mycket naturligt       |

Bossa betyder trend, stil, våg med en klang av nyfikenhet och tjusning. Desafinados popularitet spred stilen, tonen, soundet, orden och begreppet.